# Waikato Expressway
De Waikato Expressway, is een expresweg in het noorden van Nieuw-Zeeland, die onderdeel is van de SH1 tussen Auckland en Hamilton. De weg begint bij het einde van de Auckland Southern Motorway bij Bombay naar Ohinewai, waar de weg als SH1 verder loopt richting Hamilton. De weg is 34 kilometer lang en loopt door de regio's Auckland en Waikato.

## Toekomst
De Waikato Expressway is een belangrijke schakel in de route Auckland - Hamilton. Daarom wordt de SH1 in de periode van 2009 tot en met 2019 tot Hamilton uitgebouwd tot expresweg. De Waikato Expressway zal dan 101 kilometer lang worden.